# Limonium diffusum
Limonium diffusum är en triftväxtart som först beskrevs av Pierre André Pourret de Figeac, och fick sitt nu gällande namn av Carl Ernst Otto Kuntze. Limonium diffusum ingår i släktet rispar, och familjen triftväxter. Inga underarter finns listade i Catalogue of Life.